# Bobby Brown (Basketballspieler)
Robert Douglas „Bobby“ Brown (* 24. September 1984 in Los Angeles, Kalifornien) ist ein US-amerikanischer Basketballspieler. Nach dem Studium in seinem Heimatland begann Brown seine professionelle Karriere in der deutschen Basketball-Bundesliga bei Alba Berlin und wurde mit der Mannschaft 2008 deutscher Meister wurde. Später spielte er wieder in Deutschland (EWE Baskets Oldenburg).
In der EuroLeague-Saison 2012/13 war Brown Gewinner der „Alphonso-Ford-Trophy“. In seinem Heimatland bestritt er für unterschiedliche Mannschaften insgesamt 163 Spiele in der NBA.

## Karriere
Brown studierte an der California State University, Fullerton, wo er von 2003 an für die Hochschulmannschaft Titans in der Big West Conference der NCAA spielte. Am Ende seiner vierjährigen NCAA-Zeit war er mit 1961 Punkten der erfolgreichste Korbschütze in der Geschichte der Titans-Basketballmannschaft. Nachdem er in der NBA-Draft 2007 nicht ausgewählt wurde, begann er eine Karriere als Profi in Europa. Seine erste Profistation war der deutsche Erstligist Alba Berlin in der Bundesliga-Saison 2007/08, in der die Berliner am Saisonende deutscher Meister wurden. In der NBA Summer League 2008 empfahl er sich für einen Wechsel in die NBA, er erhielt einen Zwei-Jahres-Vertrag bei den Sacramento Kings.
Bereits im Februar 2009 wurden Brown und Shelden Williams im Austausch gegen Calvin Booth und Rashad McCants zu den Minnesota Timberwolves transferiert. Zur NBA-Spielzeit 2009/10 wechselte er zu den New Orleans Hornets. Dort wurde er Ersatzmann von NBA All-Star und Olympiasieger Chris Paul. Aufgrund der Sparpläne der Hornets wurde Brown am 26. Januar 2010 zu den Los Angeles Clippers transferiert. Die Hornets erhielten im Tausch ein Ziehungsrecht in der zweiten Runde des Drafts 2010. Zur Saison 2010/11 wechselte er nach Europa zurück, und zwar ins polnische Gdynia. Dort spielte er zu Saisonbeginn beim polnischen Serienmeister Asseco Prokom, der in der Vorsaison im höchsten europäischen Vereinswettbewerb EuroLeague 2009/10 überraschend das Viertelfinale erreicht hatte, unter anderem mit dem deutschen Nationalspieler Jan-Hendrik Jagla zusammen. Anfang Dezember wechselte er nach Griechenland und spielte für Aris Thessaloniki.
Zur Bundesliga-Saison 2011/12 kehrte Brown nach Deutschland zurück und unterschrieb einen Vertrag bei den EWE Baskets Oldenburg, wo er unter anderem mit seinem Landsmann Ronald Burrell erneut zusammenspielte, der schon in Polen sein Mannschaftskamerad gewesen war. Trotz persönlich guter Statistiken, so war Brown Topscorer aller Spieler dieses Wettbewerbs mit durchschnittlich knapp 17 Punkten pro Spiel, konnten die Oldenburger nicht wie erhofft um die Meisterschaft mitspielen und verpassten auch die Teilnahme an den Play-offs deutlich. Durch einen vollständigen Umbruch im Kader erhielt Brown in Oldenburg keinen neuen Vertrag und spielte anschließend in der NBA Summer League.
Zur Saison 2012/13 unterzeichnete er dann einen Vertrag beim italienischen Serienmeister Montepaschi Siena, der am Saisonende seinen Meisterschaftstitel erfolgreich verteidigte. Dieser Titel wurde Siena 2016 jedoch wieder aberkannt. Zudem zog die Mannschaft als einzige von drei italienischen Teilnehmern in die Zwischenrunde der 16 besten Mannschaften in der EuroLeague-Spielzeit 2012/13 ein. Dort verpasste man aber knapp den Einzug in die Viertelfinal-Play-offs. Brown gewann als bester Korbschütze aller Spieler des Wettbewerbs die „Alphonso-Ford-Trophy“, nachdem er zuvor bereits im Januar 2013 als „Most Valuable Player“ (MVP) des Monats ausgezeichnet worden war.
Für die Saison 2013/14 unterschrieb Brown dann einen Vertrag im chinesischen Dongguan bei den Leopards aus der Chinese Basketball Association. Am 27. Dezember erreichte er gegen die Sichuan Blue Whales mit 74 Punkten die zu jener Zeit zweithöchste Punktausbeute, die je in einem Spiel der Chinese Basketball Association erzielt wurden. Insgesamt erzielte er für diese Mannschaft im Durchschnitt 29,2 Punkte, 6,3 Assists and 4,7 Rebounds.
Am 28. März 2016 schloss sich Brown dem türkischen Erstligisten Beşiktaş Istanbul an, wo er den Rest der Saison 2015/16 in der Türkiye Basketbol Ligi verbrachte. Im September 2016 unterzeichnete er in seinem Heimatland einen Vertrag bei den Houston Rockets (NBA). Für die Texaner bestritt er bis 2018 50 NBA-Spiele. Anfang Januar 2018 wurde er aus Houstons Aufgebot gestrichen. Im Folgemonat nahm ihn die griechische Spitzenmannschaft Olympiakos Piräus unter Vertrag. Dort blieb der US-Amerikaner bis zum Ende des Spieljahres 2017/18.
Im November 2018 erhielt er von KK Mornar Bar aus Montenegro einen Monatsvertrag und wechselte anschließend zu den Shanxi Brave Dragons in die Volksrepublik China. Zu Jahresbeginn 2020 einigte sich Brown mit PAOK Thessaloniki auf einen Vertrag. Am Ende seiner Laufbahn spielte er in der NBA G-League für die Fördermannschaft NBA G League Ignite und diente den dort eingesetzten Nachwuchsspielern als erfahrener Nebenmann.

## Erfolge
- Newcomer of the Year („Neuling des Jahres“) in der Basketball-Bundesliga 2007/08
- Deutscher Meister 2008 mit Alba Berlin
- Bundesliga-Allstar 2012
- Alphonso-Ford-Trophy als Topscorer der EuroLeague 2012/13